# Недвига Григорій Миколайович
Недвига Григорій Миколайович — український профспілковий діяч і політик, заступник голови Конфедерації вільних профспілок України [Архівовано 28 грудня 2011 у Wayback Machine.], голова Вільної профспілки залізничників.

## Біографія
Народився 21 серпня 1947 р. в Городищенському районі Черкаської області.
За фахом — технік-електромеханік. Працював машиністом локомотивного депо Козятин Південно-Західної залізниці.
1994—1998 рр. — народний депутат Верховної Ради України II скликання.
Голова парламентського підкомітету з питань ветеранів, пенсіонерів та людей похилого віку комітету з соціальної політики і соціального захисту населення.
Обраний до Верховної Ради по Козятинському (Вінницька область) виборчому округу № 57.Очолив Об'єднання вільних профспілок залізничників України. Після входження Вільної профспілки залізничників до складу Конфедерації Вільних профспілок України обраний заступником голови КВПУ. Мешкав у Києві.
Помер 19 квітня 2012 р. на 65 році життя.